# Добшик, Никита Григорьевич
Никита Григорьевич Добшик (1911 — 1995) — Герой Социалистического Труда, комбайнёр Петуховской МТС Ключевского района.

## Биография
Родился в селе Петухи, Ключевская волость, Барнаульский уезд, Томская губерния, Российская империя (ныне — Ключевский район, Алтайский край).
Рано осиротел и после окончания трёх классов вынужден был батрачить. В 1930 году вступил в колхоз «Серп и молот» в Ключевском районе Алтайского края. В сельском хозяйстве проработал долгое время, только тридцать два года на тракторах и комбайнах. В годы Великой Отечественной войны был инициатором работы на спаренных комбайновых агрегатах. С 1962 года стал работать старшим инженером, затем инспектором районного управления сельского хозяйства Ключевского района. Более 25 лет избирался членом РК КПСС и депутатом районного Совета депутатов трудящихся.
После выхода на пенсию проживал в родном селе. Скончался в 1995 году.

## Награды
- За самоотверженный труд награждён тремя орденами Ленина, орденом Октябрьской революции и др., двумя большими золотыми медалями ВДНХ.
- В 1957 году Указом Президиума Верховного Совета СССР присвоено звание Героя Социалистического Труда[1].

## Источник
- Архивные сведения из архива МБУК «Ключевский районный краеведческий музей»